# Școala Militară de Infanterie și Cavalerie
Școala Militară de Infanterie și Cavalerie era unica instituție militară de învățământ pentru formarea ofițerilor având un caracter mixt, în sensul că pregătirea elevilor urma două direcții: pregătirea elevilor ca ofițeri în armele infanteriei și cavaleriei, precum și pregătirea, într-o etapă ulterioară, a ofițerilor-elevi care urmau specializarea în armele artileriei și geniului.
În programa acesteia, cursurile erau  predate atât de profesori militari cât și civili. Profesori militari predau disciplinele: fortificație, instrucția infanteriei, tactică, strategie și geografie militară, administrație și legislație, hipologie și instrucția cavaleriei. Profesorii civili predau: geometrie descriptivă, mecanică și lucrări grafice, topografie și științe aplicate, două limbi străine și gimnastică.

## Istoric

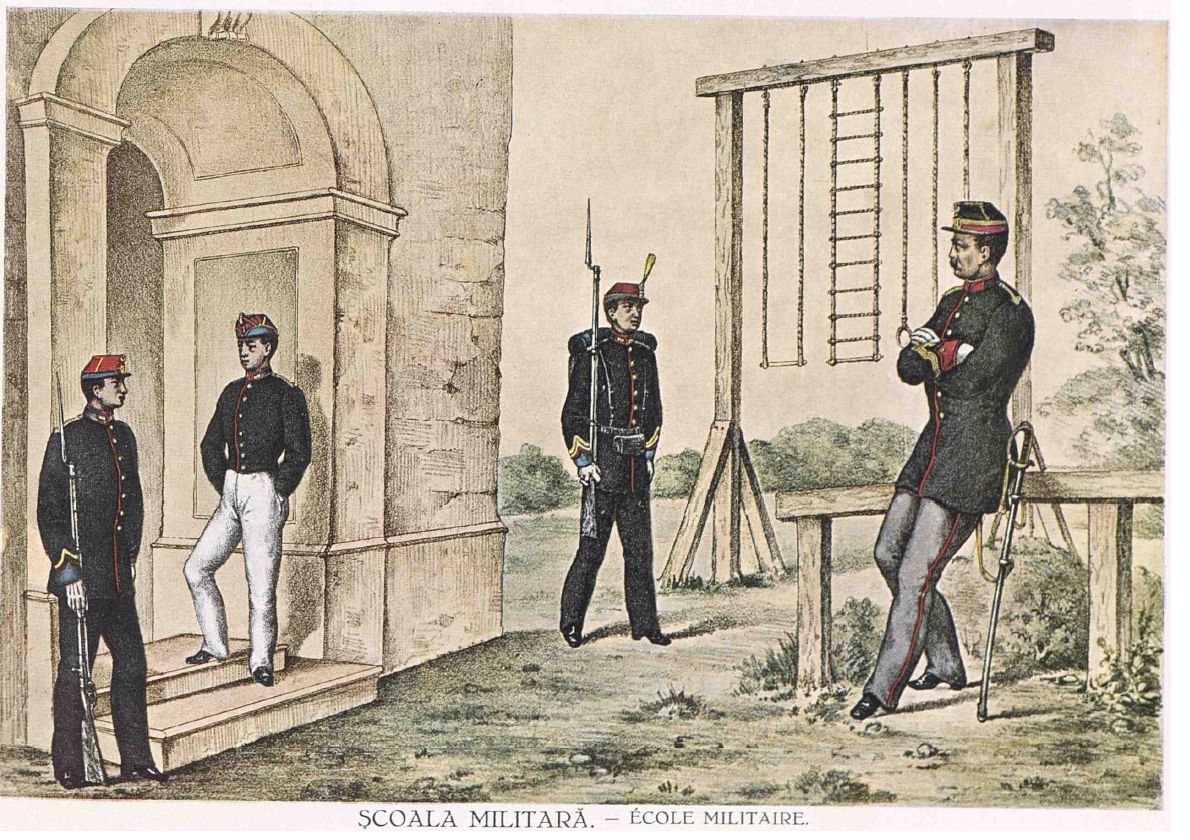
Uniformele elevilor școlii, 1880

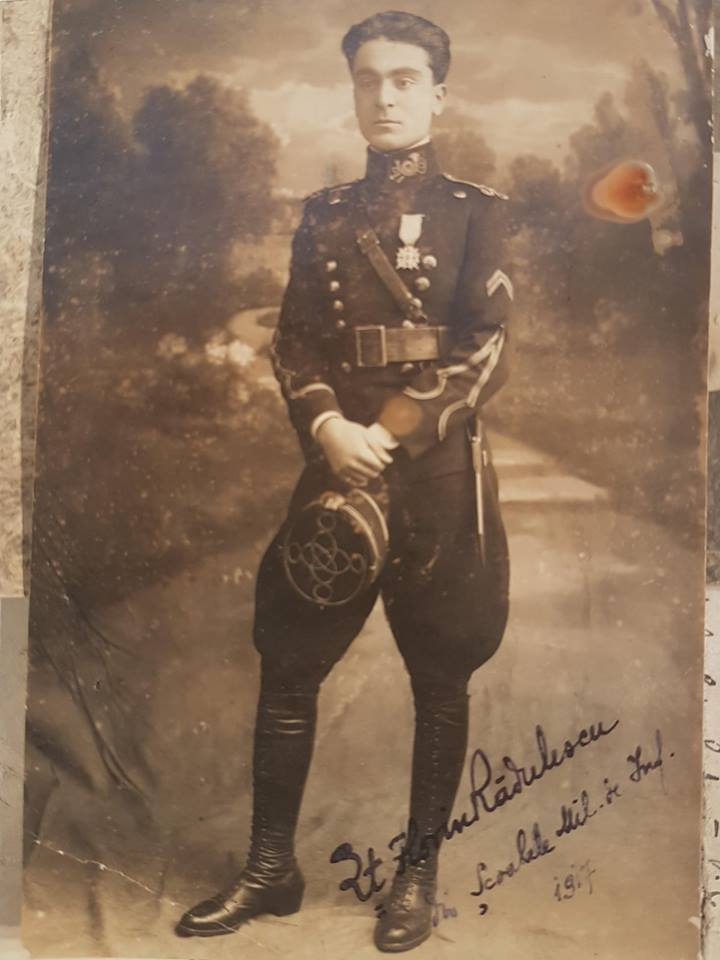
Uniforma elevilor școlii, 1916

În perioada ocupației școala a funcționat la Botoșani (1917-1918).

## Comandanți
- lt-col. C. Slăvescu (1917-1918)

## Absolvenți, personalități militare și civile
- Teodor Tăutu (1889)
- Ernest Broșteanu (1890)
- Nicolae Samsonovici (1897)
- Ion Antonescu (1904)
- Constantin Sănătescu (1907)
- Nicolae Macici (1907)
- Gheorghe Mihail (1907)
- Gheorghe Avramescu (1908)
- Constantin Vasiliu-Rășcanu (1908)
- Paul Theodorescu (1908)

Elevi ai Școlii Militare de Infanterie și Cavalerie în 1915 - Plutonul 3 din Compania 3 - Comandant cpt. Ștefan Mladin, Instructor Lt. Vasile Ghițescu.